# Polypodium acuminatum
Polypodium acuminatum là một loài thực vật có mạch trong họ Polypodiaceae. Loài này được (Fée) Sodiro miêu tả khoa học đầu tiên năm 1893.